# جنبش به سوی اورشلیم
جنبش به سوی اورشلیم نگاهی از سوی کلیسای چین است برای مسیحی ساختن تمام کشورهای هندو، بودایی و مسلمان.این جنبش در سالهای دهه بیست میلادی شروع شد، هر چند موانع کمونیستها آنها را مجبور به اختفا برای سالها کرد. اکنون با فرستادن ۱۰۰۰۰۰ مأمور به کشورهای جاده ابریشم که مسیری باستانی است که چین را به مدیترانه متصل می‌کند، قصد تبلیغ مسیحیت در ۵۱ کشور را دارد.∗